# Жан-Паскаль Міньйо
Жан-Паскаль Міньйо (фр. Jean-Pascal Mignot, нар. 26 лютого 1981, Руан) — французький футболіст, що грав на позиції центрального захисника, зокрема за «Осер».

## Ігрова кар'єра
Народився 26 лютого 1981 року в Руані. Вихованець футбольної школи клубу «Осер». Дорослу футбольну кар'єру розпочав 2002 року в основній команді того ж клубу, в якій провів дев'ять сезонів, взявши участь у 260 матчах чемпіонату.  Більшість часу, проведеного у складі «Осера», був основним гравцем захисту команди.
Протягом 2011—2014 років захищав кольори «Сент-Етьєна». У першому сезоні в новій команді був одним з основних центральних захисників, згодом став гравцем резерву.
Завершив ігрову кар'єру в «Сошо», за який виступав протягом 2014—2016 років.

## Титули і досягнення
- Володар Кубка Франції (1):

«Осер»: 2004-2005
- Володар Кубка французької ліги (1):

«Сент-Етьєн»: 2012-2013